# Burundi a 2020. évi nyári olimpiai játékokon
Burundi a japán Tokióban megrendezett 2020. évi nyári olimpiai játékok egyik részt vevő nemzete volt. Az országot 3 sportágban 6 sportoló képviselte, akik érmet nem szereztek.

## Atlétika
Férfi
| Versenyző         | Versenyszám | Előfutam | Előfutam | Előfutam | Elődöntő | Elődöntő | Elődöntő | Döntő   | Döntő    |
| Versenyző         | Versenyszám | Idő      | Hely.    | Össz.    | Idő      | Hely.    | Össz.    | Idő     | Helyezés |
| ----------------- | ----------- | -------- | -------- | -------- | -------- | -------- | -------- | ------- | -------- |
| Eric Nzikwinkunda | 800 m       | 1:47,97  | 6.       | 41.      | kiesett  | kiesett  | kiesett  | kiesett | kiesett  |
| Olivier Irabaruta | Maraton     |          |          |          |          |          |          | 2:17:44 | 38.      |

Női
| Versenyző          | Versenyszám | Előfutam | Előfutam | Előfutam | Döntő    | Döntő    |
| Versenyző          | Versenyszám | Idő      | Hely.    | Össz.    | Idő      | Helyezés |
| ------------------ | ----------- | -------- | -------- | -------- | -------- | -------- |
| Francine Niyonsaba | 5000 m      | kizárták | kizárták | kizárták | kiesett  | kiesett  |
| Francine Niyonsaba | 10 000 m    |          |          |          | 30:41,93 | 5.       |

## Ökölvívás
Női
| Versenyző          | Versenyszám | Selejtező               | Nyolcaddöntő      | Negyeddöntő       | Elődöntő          | Döntő             | Helyezés |
| Versenyző          | Versenyszám | Ellenfél Eredmény       | Ellenfél Eredmény | Ellenfél Eredmény | Ellenfél Eredmény | Ellenfél Eredmény | Helyezés |
| ------------------ | ----------- | ----------------------- | ----------------- | ----------------- | ----------------- | ----------------- | -------- |
| Omella Havyarimana | légsúly     | Radovanović (SRB) · 0–5 | kiesett           | kiesett           | kiesett           | kiesett           | 17.      |

## Úszás
Férfi
| Versenyző           | Versenyszám | Előfutam | Előfutam | Előfutam | Elődöntő | Elődöntő | Elődöntő | Döntő   | Döntő    |
| Versenyző           | Versenyszám | Idő      | Hely.    | Össz.    | Idő      | Hely.    | Össz.    | Idő     | Helyezés |
| ------------------- | ----------- | -------- | -------- | -------- | -------- | -------- | -------- | ------- | -------- |
| Belly-Cresus Ganira | 100 m gyors | 54,33    | 8.       | 64.      | kiesett  | kiesett  | kiesett  | kiesett | kiesett  |

Női
| Versenyző   | Versenyszám | Előfutam | Előfutam | Előfutam | Elődöntő | Elődöntő | Elődöntő | Döntő   | Döntő    |
| Versenyző   | Versenyszám | Idő      | Hely.    | Össz.    | Idő      | Hely.    | Össz.    | Idő     | Helyezés |
| ----------- | ----------- | -------- | -------- | -------- | -------- | -------- | -------- | ------- | -------- |
| Odrina Kaze | 50 m gyors  | 33,39    | 2.       | 79.      | kiesett  | kiesett  | kiesett  | kiesett | kiesett  |